# カムバック・ガール
『カムバック・ガール』は、毎日放送の制作によりTBS系列で、1982年（昭和57年）2月3日から同年3月31日まで放送されたテレビドラマ。放送時間は、毎週水曜日22:00 - 22:54。全9話。

## 概要・内容
ヒロイン・スモモは才色兼備でユニークな感覚を持ち、一度離婚経験がある。スモモは子持ちの赤西柿太と再婚、連れ子の栗太ともうまくいっていた。そんな時、柿太がサラリーマンを辞めて36歳の年齢も顧みず、プロボクサーになると言い出し、プロテストを合格してそのまま脱サラしてプロボクサーに転向した。スモモは派出家政婦協会に入り、家政婦として一家を支え、柿太の夢を応援すべく奮闘する。そんな一家を中心に描いたホームコメディー。
本作は、実際にプロボクサーの渡嘉敷勝男、上原康恒の指導を得て収録が行われ、上原もトレーナー役として出演していた。なお、浅丘ルリ子と原田芳雄の共演は『2丁目3番地』以来、本作が8作目となった。  

## キャスト
- 赤西スモモ：浅丘ルリ子
- 赤西柿太：原田芳雄
- 赤西栗太：吉田紀人
- 二宮修身：山城新伍 - スモモの元夫
- 小川スミレ：佐藤オリエ - スモモの友人
- 立花薫：高品格 - ボクシングジム会長
- 立花五月：かたせ梨乃 - 立花薫の娘
- 能見鳥子：樹木希林 - スモモの派遣先の夫人
- 能見崑：土屋嘉男 - 鳥子の夫
- 宮里：倉崎青児 - 柿太のボクサー仲間
- トレーナー：上原康恒
- 楓：吉田日出子 - ホステス
- 穴水：矢崎滋 - 栗太の担任の先生
- 出口黙：梅野泰靖
- 出口宏：清水浩智
- 春野蝶子：葦原邦子 - 派出家政婦協会会長
- 日色ともゑ（第3話ゲスト）
- 藤村有弘（第4話ゲスト）
- 亜湖（第5話ゲスト）
- 浅茅しのぶ（第6話ゲスト）
- あき竹城（第7話ゲスト）

## スタッフ
- 脚本：森﨑東（全話担当）
- 演出：河合義隆（全話担当）
- 制作：三船プロダクション、毎日放送

## 主題歌
- 泰葉 『突然ハプニング』 （作詞：荒木とよひさ、作曲：海老名泰葉、編曲：井上鑑）